# دی‌بنزوسیکلوهپتن
دی‌بنزوسیکلوهپتن (به انگلیسی: Dibenzocycloheptene) با فرمول شیمیایی C۱۵H۱۴ یک ترکیب شیمیایی با شناسه پاب‌کم ۷۰۰۲۹ است. که جرم مولی آن ۱۹۴٫۲۷ g/mol می‌باشد. 